# Співробітництво територіальних громад
Співробітництво територіальних громад — це відносини між територіальними громадами, що здійснюються на договірних засадах, ґрунтуються на об'єднанні ресурсів суб'єктів співробітництва з метою розв'язання спільних проблем місцевого розвитку.
Право організувати співробітництво на основі спільних інтересів і цілей територіальні громади отримали з прийняттям 17 червня 2014 року Закону України «Про співробітництво територіальних громад», який визначив організаційно-правові засади співробітництва територіальних громад, принципи, форми, механізми такого співробітництва, його стимулювання, фінансування та контролю.
Відповідно до Закону України «Про співробітництво територіальних громад», співробітництво територіальних громад — це відносини між двома або більше територіальними громадами, що здійснюються на договірних засадах у визначених законом формах з метою забезпечення соціально-економічного, культурного розвитку територій, підвищення якості надання послуг населенню на основі спільних інтересів та цілей, ефективного виконання органами місцевого самоврядування визначених законом повноважень.
Законом визначено наступні форми співробітництва:
1. Делегування одному із суб'єктів співробітництва іншими суб'єктами співробітництва виконання одного чи кількох завдань з передачею йому відповідних ресурсів.
2. Реалізація спільних проектів, що передбачає координацію діяльності суб'єктів співробітництва та акумулювання ними на визначений період ресурсів з метою спільного здійснення відповідних заходів.
3. Спільне фінансування (утримання) суб'єктами співробітництва підприємств, установ та організацій комунальної форми власності — інфраструктурних об'єктів.
4. Утворення суб'єктами співробітництва спільних комунальних підприємств, установ та організацій — спільних інфраструктурних об'єктів.
5. Утворення суб'єктами співробітництва спільного органу управління для спільного виконання визначених законом повноважень.

Моніторинг співробітництва здійснює Міністерство розвитку громад та територій України. За даними Міністерства, станом на 19 листопада 2019 року територіальними громадами укладено 500 договорів про співробітництво.
Динаміку застосування інструменту співробітництва територіальних громад по роках демонструє наступна таблиця:
| Рік                         | Кількість договорів |
| --------------------------- | ------------------- |
| 2014                        | 2                   |
| 2015                        | 30                  |
| 2016                        | 37                  |
| 2017                        | 50                  |
| 2018                        | 177                 |
| станом на 19 листопада 2019 | 204                 |

Застосування форм співробітництва територіальних громад:
| Форма співробітництва територіальних громад                                                      | Кількість договорів | %    |
| ------------------------------------------------------------------------------------------------ | ------------------- | ---- |
| Делегування виконання окремих завдань                                                            | 45                  | 9,0  |
| Реалізація спільних проектів                                                                     | 368                 | 73,6 |
| Спільне фінансування (утримання) підприємств, установ та організацій комунальної форми власності | 74                  | 14,8 |
| Утворення спільних комунальних підприємств, установ та організацій                               | 11                  | 2,2  |
| Утворення спільного органу управління                                                            | 2                   | 0,4  |
| Всього                                                                                           | 500                 | 100  |

Співробітництво територіальних громад може здійснюватись виключно в межах повноважень, закріплених в Законі України «Про місцеве самоврядування в Україні».
Органи місцевого самоврядування можуть здійснювати співробітництво у сферах:
- соціально-економічного і культурного розвитку, планування та обліку;
- бюджету, фінансів і цін;
- управління комунальною власністю;
- житлово-комунального господарства, побутового, торговельного обслуговування, громадського харчування, транспорту і зв'язку;
- будівництва; освіти, охорони здоров'я, культури, фізкультури і спорту;
- регулювання земельних відносин та охорони навколишнього природного середовища;
- соціального захисту населення;
- забезпечення законності, правопорядку, охорони прав, свобод і законних інтересів громадян тощо.

Найбільше партнерських відносин між територіальними громадами започатковано для вирішення проблемних питань в таких сферах як: житлово-комунальне господарство, надання адміністративних послуг, пожежна безпека, забезпечення правопорядку, освіта та охорона здоров'я.